# Splint og eventyret
Splint og eventyret er det første album der er udgivet med Splint og Co.
Det blev udgivet i 1948 og indeholder 6 historier som er tegnet af Jijé.
Det drejer sig om: 
- Luftmødet (Le meeting aérien), 1943
- Rundt i verden med den røde pilot (Autour du monde avec le pilote rouge), 1944
- Tidsrejsen (Le voyage dans le temps), 1944-45
- Bortførelsen af Spip (L'enlèvement de Spip), 1945
- Kviks jeep (La jeep de Fantasio), 1945-46
- Kvik og spøgelset (Fantasio et le Fantôme), 1946

Albummet er på 50 sider og i farver.
Det er endnu ikke udgivet selvstændigt på dansk, men er med i bogen Splint & Co. 1940-1951.
Det var i disse historier at Jijé skabte figuren Kvik (Fantasio), hvis udseende var inspireret af figuren "Busser" fra tegneserien Blondie.